# Armstrong Whitworth
Армстронг, Вітворт і Ко (англ. Sir W G Armstrong Whitworth & Co Ltd) — найбільша англійська промислова фірма кінця XIX — початку XX століття, що займалася виробництвом озброєння, будівництвом суден, виробництвом автомобілів та літаків.

## Історія
Історія компанії почалась, коли інженер Вільям Джордж Армстронг у 1847 році заснував фірму з виробництва гідравлічних механізмів. З 1856 року Армстронг зайнявся виробництвом артилерії, причому свого нового типу (нарізних гармат, що заряджаються з казенної частини).
У 1882 році компанія об'єдналась із суднобудівною фірмою Чарльза Мітчелла й отримала назву Sir WG Armstrong Mitchell & Company. Тільки до 1907 року на заводі було збудовано 71 військовий корабель, зокрема багато крейсерів японського флоту, що брали участь у російсько-японській війні.
У 1895 році відбулось злиття компанії з артилерійською фірмою Вітворта, давнього конкурента Армстронга (сам Вітворт до того часу вже помер); об'єднана компанія отримала назву Sir W G Armstrong Whitworth & Co Ltd.
У 1902 році були вироблені перші автомобілі, а в 1912 році створено «повітряне відділення», яке в 1920 році стало філією Armstrong Whitworth Aircraft.
У 1927 році відбувся розподіл компанії. Збройовий бізнес був куплений Vickers Limited, внаслідок чого виникла компанія Vickers-Armstrongs. Авіаційне та автомобільне виробництво утворили окремі компанії.

### Авіація
Armstrong Whitworth у 1912 році заснував «повітряне відділення», яке згодом стало компанією Sir W. G. Armstrong Whitworth Aircraft Company. Під час злиття Vickers й Armstrong Whitworth у 1927 році Armstrong Whitworth Aircraft була викуплена J. D. Siddeley і стала окремим самостійним підприємством.

## Продукція компанії

### Кораблі
- крейсер «Есмеральда»
- крейсер «Догалі»
- крейсер «Вейнтісінко де Майо»
- крейсер Dom Carlos I
- крейсери типу «Баїя»
- крейсер «Нуеве де Хуліо»
- крейсер «Альміранче Барозо»
- крейсери типу «Новий Орлеан»
- крейсер «Буенос-Айрес»
- крейсери типу «Асама»
- броньований крейсер «Есмеральда»
- крейсери типу «Ідзумо»
- крейсер «Гамідіє»

### Артилерія

Схема роботи 15"/42 Mark I

- 16,25" морська гармата Mk 1 (1886) (до злиття з «Вітворт»)
- 12" морська гармата Mark VIII (1895)
- 12" морська гармата Mark IX (1900)
- 12" морська гармата Mark XI (1910)
- 13,5" морська гармата Mark V (1910)
- 15" морська гармата Mk I (1912)

### Ракетна зброя
- ЗРК морського базування Sea Slug

1. 1 2 3 4 5 6 7 8  Архів преси XX століття — 1908.